# Ambla
Ambla (deutsch: Ampel) war eine Landgemeinde im estnischen Kreis Järva mit einer Fläche von 166,4 km². Sie hatte 2284 Einwohner (Stand: 2010). Seit 2017 gehört sie zur Gemeinde Järva.
Neben dem Hauptort Ambla (429 Einwohner) gehörten zur Gemeinde die Dörfer Aravete, Käravete, Roosna, Jõgisoo, Kurisoo, Raka, Märjandi, Reinevere, Sääsküla, Kukevere, Mägise und Rava (absteigend nach der Einwohnerzahl geordnet).

## Religion

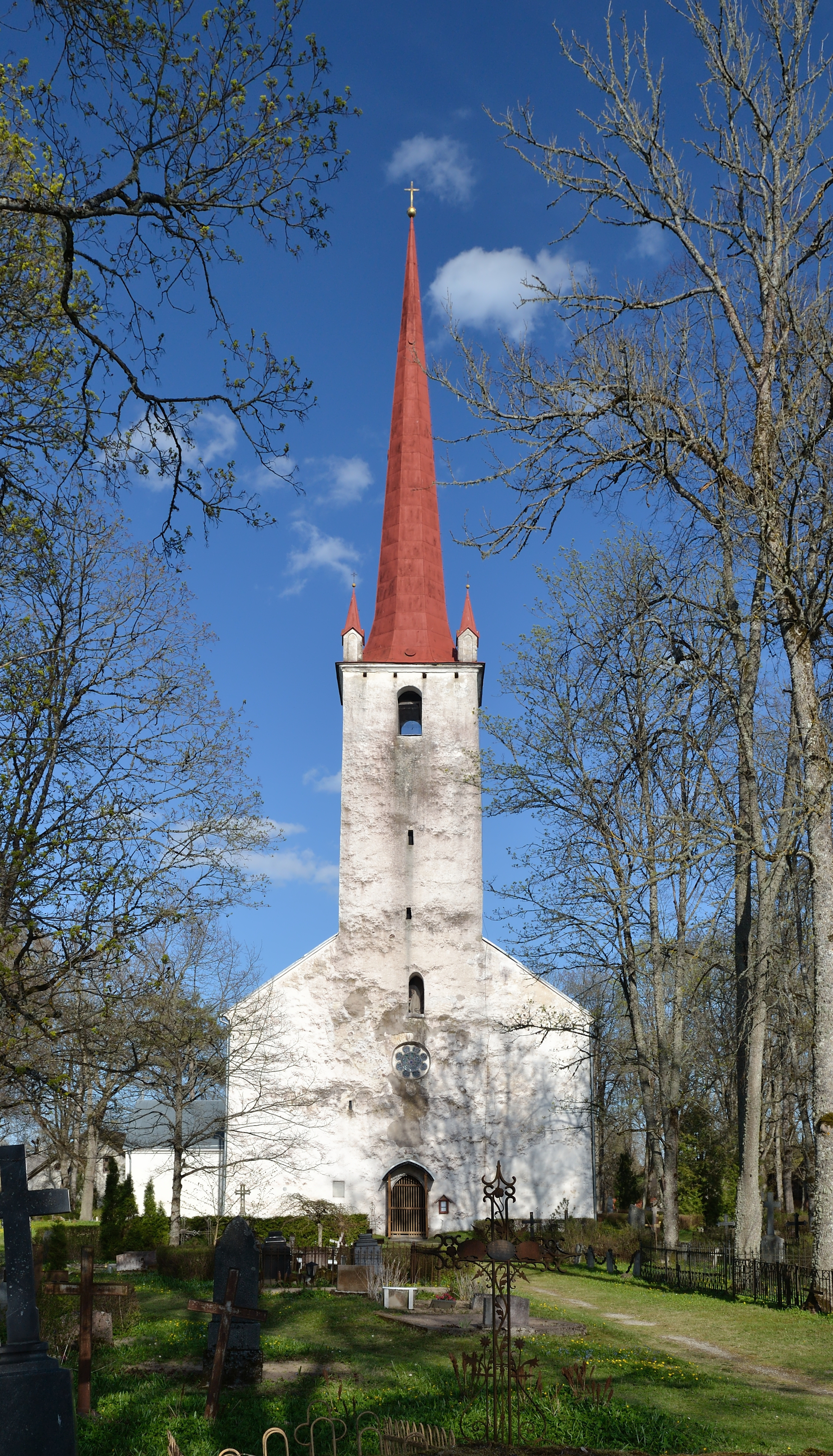
Kirche in Ambla

Das Kirchspiel Ambla wurde um 1220 mit der Christianisierung der einheimischen Esten gegründet. Die erste Kirche wurde um 1270 errichtet und der Gottesmutter Maria geweiht. Vom Lateinischen Amplae Mariae (Großmächtige Maria) stammt der Name der Gemeinde. Die Kirche ist der älteste erhaltene Sakralbau Mittel-Estlands und mit ihrem 1857 errichteten 49,5 Meter hohen Turm Wahrzeichen der Gemeinde.